# 沃茲德維任卡大街
荣举圣架大街（俄语：Воздви́женка，音“沃兹德维什卡”）是俄羅斯首都莫斯科的一條街道。呈東西走向，東起亞歷山大公園，西接莫斯科林蔭環路（阿爾巴特廣場），並以新阿爾巴特街、庫圖佐夫大街，通往斯摩棱斯克。長600公尺。
街道得名于是建於1450年、在1812年拿破崙攻陷莫斯科時被焚燬的荣举十字圣架修道院（Крестовоздвиженский монастырь）。1934年至1946年稱共產國際大街。1991年前稱加里寧大街。